# Vía Sacra
La vía Sacra (en latín, Via Sacra, "vía sagrada", o Summa Sacra Via) fue la calle principal de la Antigua Roma, que llevaba desde lo alto de la colina Capitolina, atravesando de este a oeste el Foro Romano (donde se convertía en su calle más ancha), de la Regia al Comitium y la Curia hasta llegar a donde se encuentra el Coliseo.

## Historia

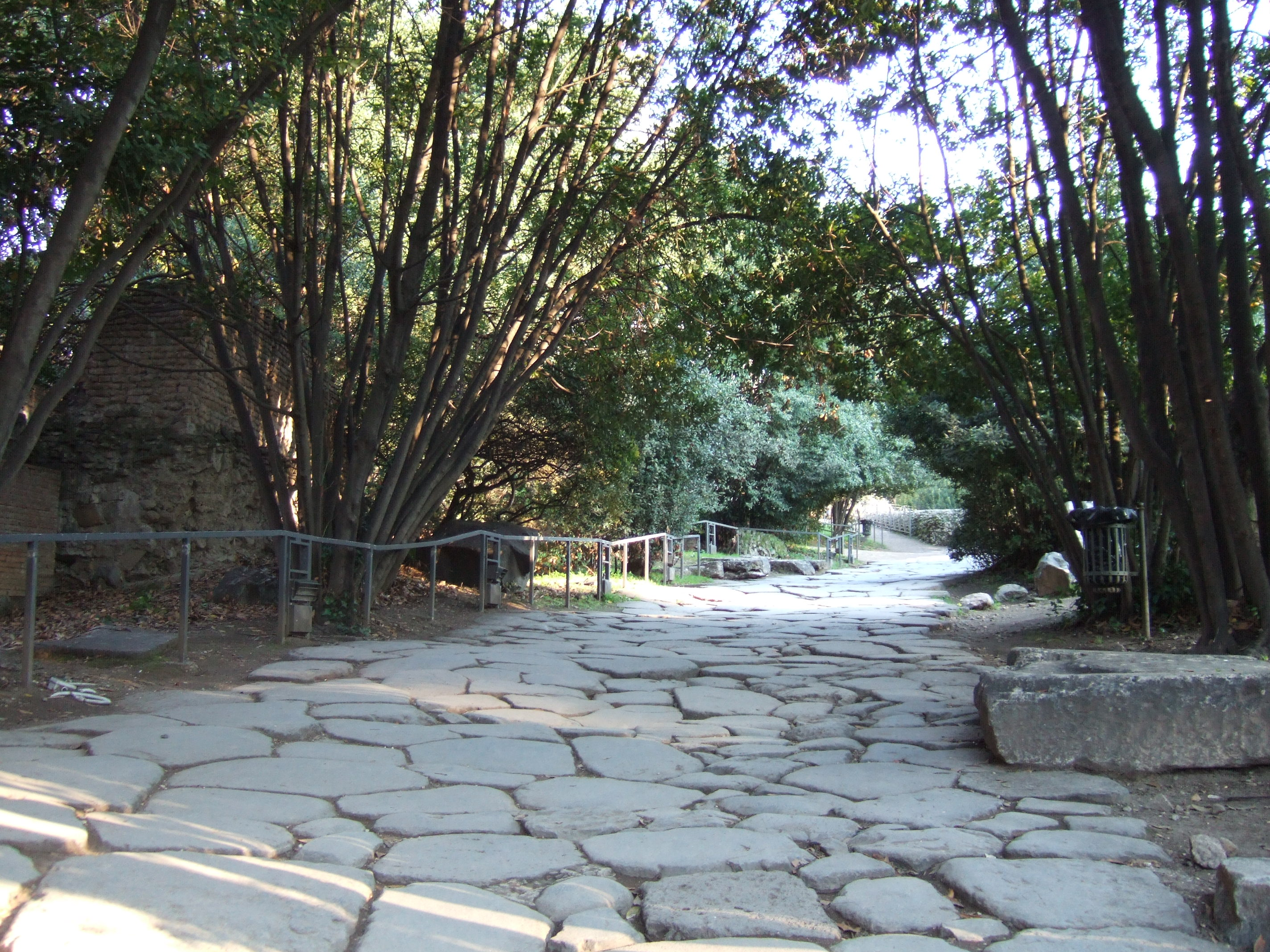
La Vía Sacra en nuestros días (2007)

Su origen, muy antiguo, puede remontarse a la fundación de Roma. Pierre Grimal ve en su trazado un decumanus, uno de los ejes tradicionales de toda fundación de cualquier ciudad romana.
En el siglo V a. C., la carretera fue apoyada por una subestructura para protegerla de la lluvia. Más tarde fue pavimentada y durante el reinado de Nerón fue alineada con columnatas.
La calzada formaba parte de la ruta tradicional del triunfo romano que comenzaba en las afueras de la ciudad y seguía a través del Foro Romano. 
Esta calle proporcionó un escenario para muchos hechos importantes en la historia de Roma: además de los magníficos triunfos de los generales victoriosos, se celebraban en esta calle solemnes fiestas religiosas, y se reunía allí diariamente la multitud en las basílicas para charlar, jugar a los dados, cerrar negocios u obtener justicia. Muchas prostitutas se alineaban igualmente en la calle, buscando potenciales clientes.